# Fun and Fancy Free
Fun and Fancy Free este un film de animație din 1947, produs de Walt Disney Feature Animation și lansat inițial la de către Walt Disney Pictures.